# Klingenmühle (Welzheim)

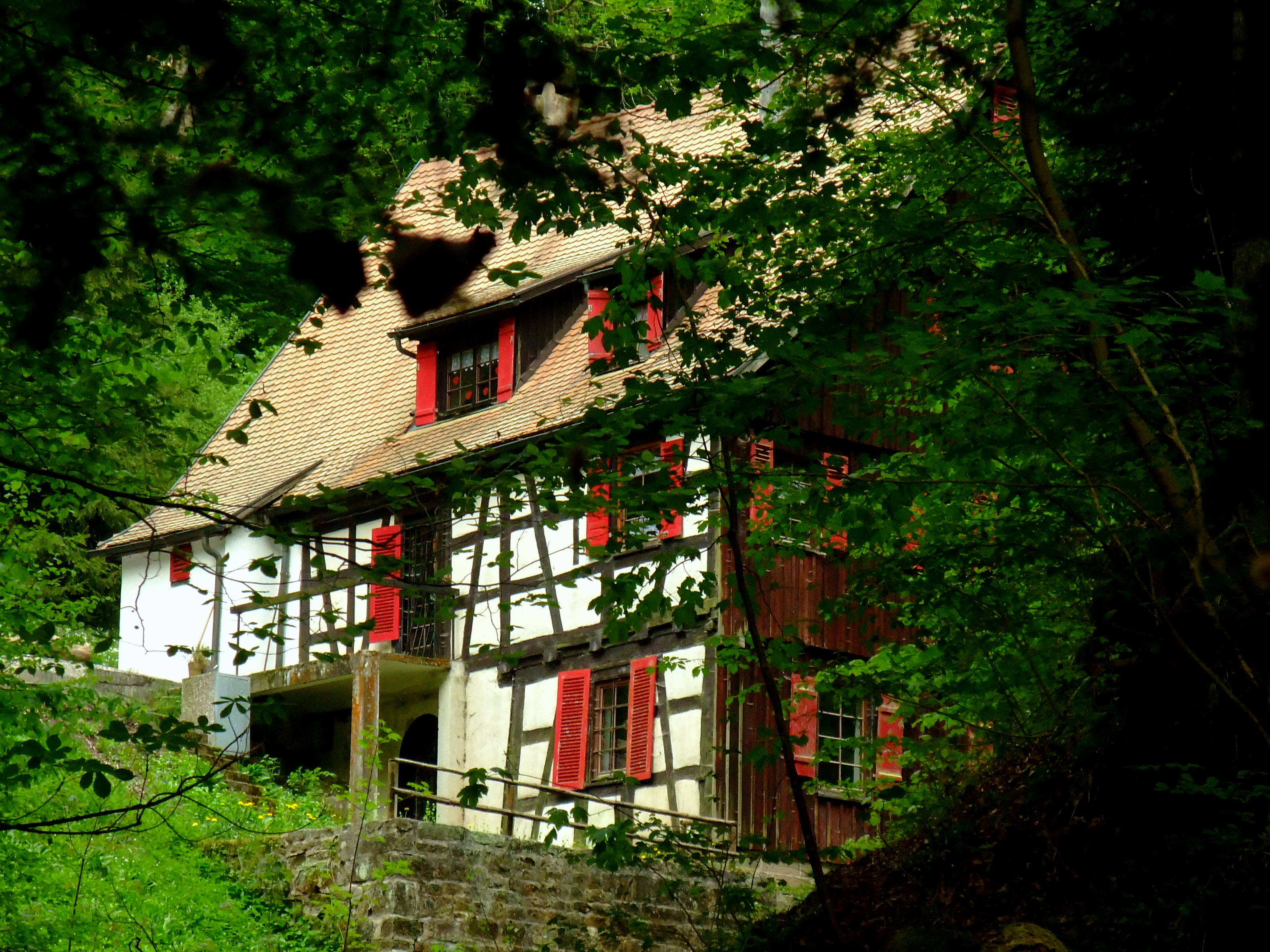
Das Haupthaus der Klingenmühle

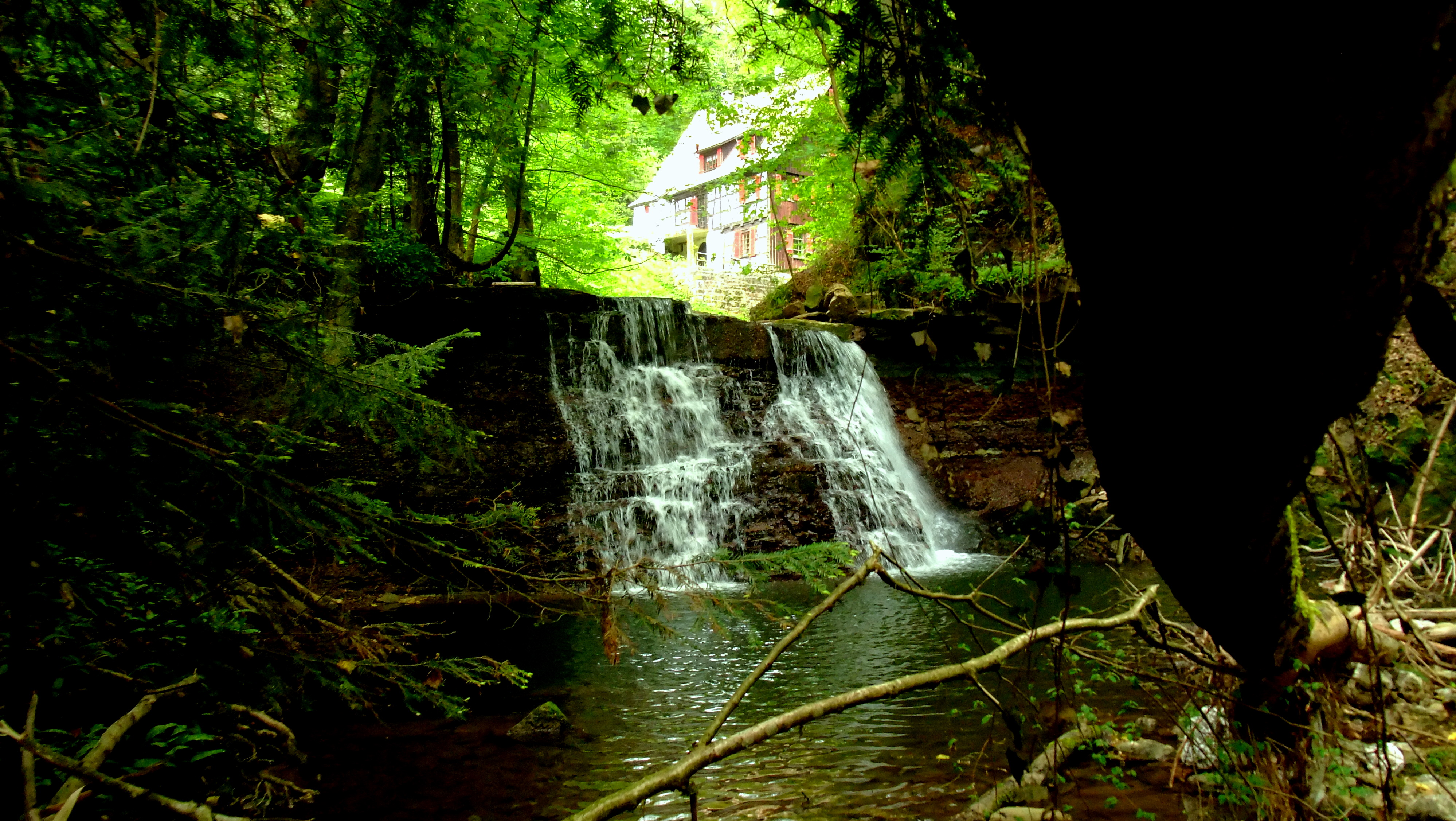
Unterer Wasserfall an der Klingenmühle

Die ehemalige Mühle Klingenmühle steht auf der Gemarkung der Stadt Welzheim am Oberlauf der Wieslauf, dem größten Zufluss der Rems. Sie wurde nach massivem Regen im Frühsommer 2024 von einer Schlammlawine zu Teil verschüttet und ist aktuell nicht bewohnbar.

## Geographie und Lage
Die Klingenmühle wurde bereits 1726 in Urkunden erwähnt (Pfingstschätzungsregister ad annum 1726, Stadt A Welzheim VIII,8) Erbaut in der tiefen Schlucht (Klinge) der oberen Wieslauf als Mahl- und Sägemühle. Das Mahlgebäude und das Wasserrad sind noch vorhanden, allerdings ohne Zulaufrinne, von der Sägemühle ist nichts mehr zu sehen. Das Innere der Mühle wurde vor einigen Jahren grundlegend modernisiert und beherbergt jetzt ein Antik-Café, das in der Sommersaison geöffnet hat. Die Klingenmühle steht in einem Bannwald im Naturpark Schwäbisch-Fränkischer Wald.

## Justinus Kerner
Die Klingenmühle war der Überlieferung nach ein Lieblingsplatz des bekannten schwäbischen Dichters und Arztes Justinus Kerner während seiner Welzheimer Tätigkeit als Oberamtsarzt von 1812 bis 1815. Sie inspirierte ihn zu seinem Gedicht „Der Wanderer in der Sägmühle“.

## Geschichte

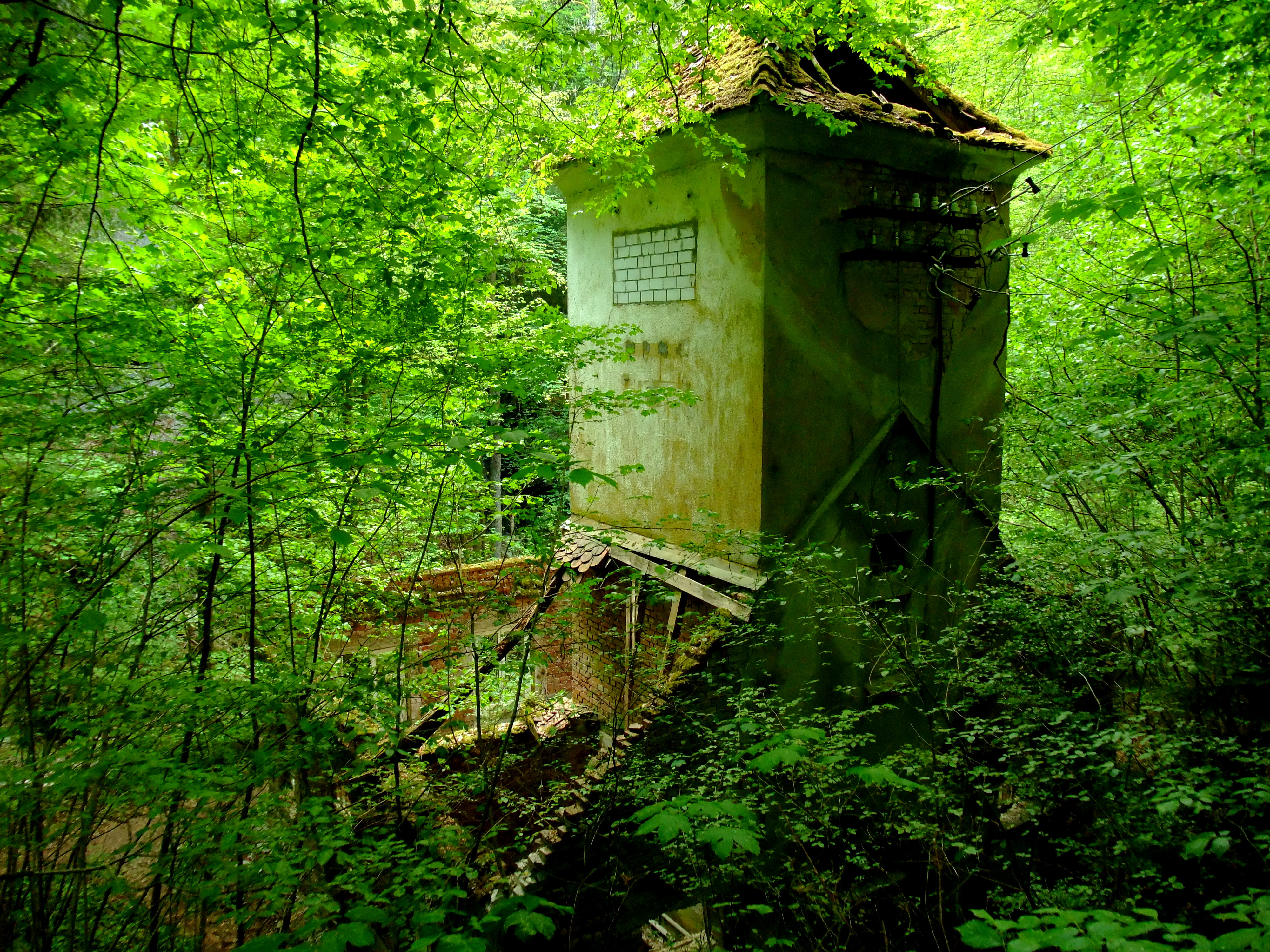
Zerfallenes Wasserkraftwerk Klingenmühle

Die Klingenmühle erlangte aufgrund ihrer Lage in der tiefen, engen Schlucht weder als Säge- noch als Mahlmühle große Bedeutung. Die verkehrsungünstige Lage machte den Transport sehr mühsam und trug dazu bei, dass die Mühle schon vor langer Zeit stillgelegt wurde. Wie die Zufuhr der Baumstämme und das Heraufschaffen der fertigen Bretter und Balken bewerkstelligt wurden, ist heute ein Rätsel. Der steile Weg von der Landstraße Rudersberg – Welzheim trägt jedoch noch heute den Namen „Eselsweg“. Zum Transport wurden offenbar Esel eingesetzt.

In den Triebwerksakten ist zu lesen: 1863 beabsichtigter Bau einer Mahlmühle 300 Meter oberhalb der bisherigen Mühle, 1869 Verlegung der Sägemühle, 1879 Erneuerung des baufälligen „Mühlwöhrs“ und genaue Beschreibung der Mahl- und Sägemühle (bis dahin nie richtig auseinandergehalten). 80 Meter unterhalb der Mahlmühle befindet sich die Sägemühle. Was weiterhin mit der Wasserkraft der Wieslauf passierte, ist in keiner Triebwerksakte zu finden. Der Betreiber hatte es nicht nötig, sich an eine Bauordnung zu halten.

Rohrleitungen vom Speichersee zum Kraftwerk

1923 wurde von einer Stuttgarter Firma an der Landstraße eine Fabrik gebaut. Diese Firma brauchte Strom für eine Galvanisierungsanlage. Dazu wurde oberhalb der Schlucht ein Speichersee angelegt und eine Voith-Francis-Spiralturbine mit 65 PS Leistung eingebaut. Als diese Firma in Konkurs ging, übernahm im Oktober 1937 die Firma Bauknecht das Werk und kaufte auch die alte Klingenmühle unten in der Schlucht, um dort zwei Wohnungen für leitende Angestellte einzurichten. Zu diesem Zeitpunkt war laut Georg Schmied die Mühleneinrichtung noch intakt, aber nicht mehr in Betrieb. Reste eines großen Wasserrads waren noch vorhanden; ein Stück abwärts waren noch Mauerreste der Sägemühle auszumachen.

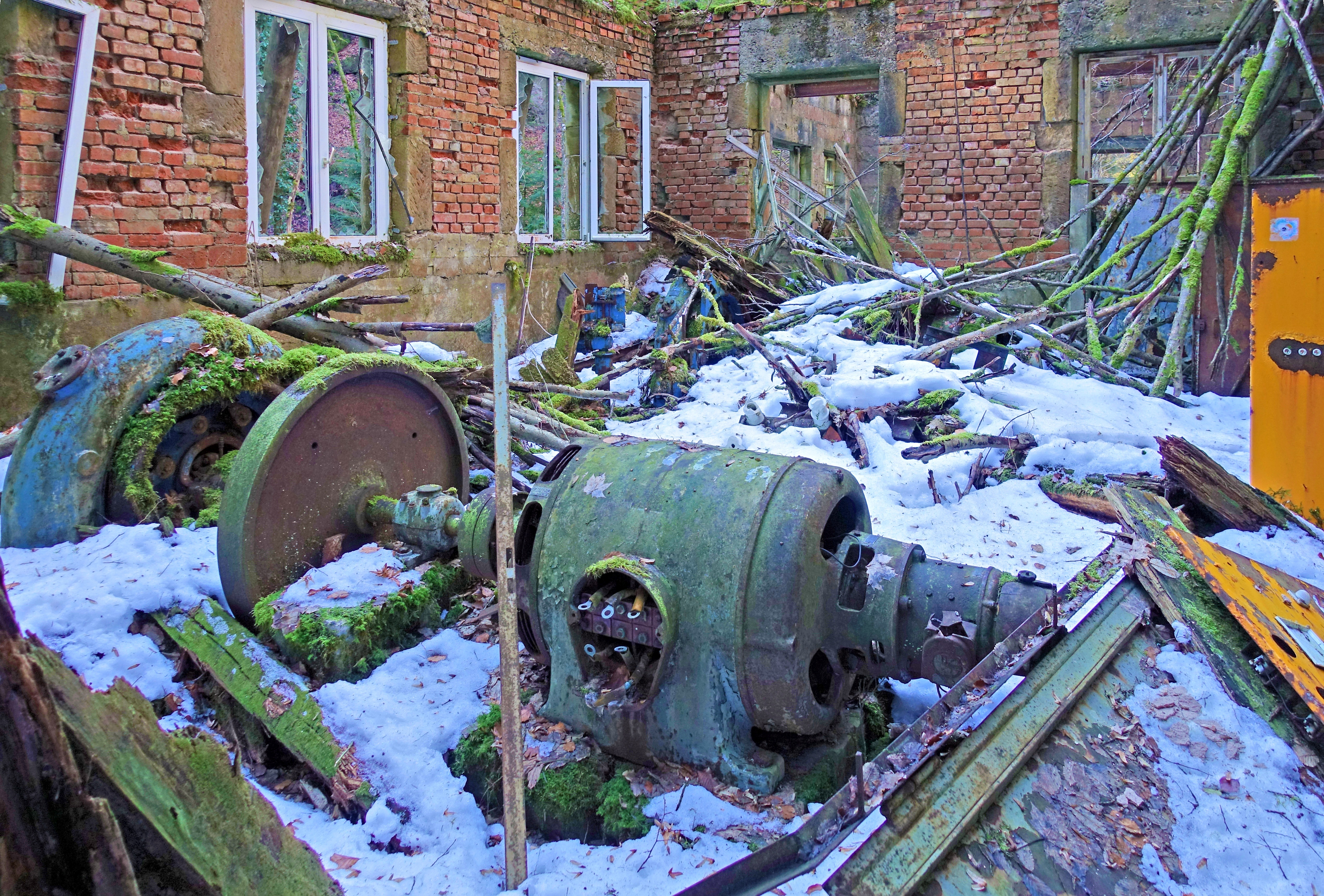
Maschinensaal des Kraftwerks mit Turbine, Schwungrad und Generator mit Erregermaschine

Die Turbine war bei Bauknecht voll im Einsatz. Im Laufe der Zeit wurde eine Stromleitung zum Werk Welzheim gelegt. Diese Leitung hatte auch eine Verbindung zur Molkerei Welzheim. Als nach dem Zweiten Weltkrieg die öffentliche Stromversorgung zusammenbrach, konnten mit dem Strom von der Wieslauf die Kühlanlagen der Molkerei in Gang gehalten werden.
Nach dem Krieg baute Bauknecht den oberen Speichersee weiter aus und verstärkte die Rohrleitungen. Das Gefälle gibt Georg Schmied mit 56 Metern an. In wasserreichen Monaten konnten bis zu 70.000 Kilowattstunden Strom pro Monat erzeugt werden. Bauknecht verwendete die Anlage, um Spitzenstrom abzufangen und damit einen günstigen Tarif mit dem E-Werk aushandeln zu können.
Zum 60. Geburtstag von Gottlob Bauknecht 1954 wurde an der alten Stelle wieder ein Wasserrad an der Klingenmühle installiert. In dieses Rad stiegen in den 1970er-Jahren aus Spaß ein paar Jugendliche, darunter ein 16-jähriger Franzose, der dabei tödlich verunglückte.
Die historische Klingenmühle kam nach Bauknecht in Privatbesitz. Die Turbinenanlage wurde stillgelegt und ist zerfallen.
Durch das Hochwasser in Süddeutschland 2024 wurde das Gebäude im Juni 2024 durch eine Schlammlawine stark beschädigt.
Koordinaten: 48° 53′ 6″ N, 9° 36′ 0,6″ O